# Quiapo
Quiapo o Quiapu —en mapuche, Cuyapu o Cuyamapu [cuya], un mustélido sudamericano y de mapu [tierra]; es decir, tierra de cuyas)— es una localidad en la comuna de Arauco en la provincia de Arauco, Chile que se encuentra a 25 kilómetros al sudoeste de la ciudad de Arauco, a unos 25 kilómetros al noreste del puerto de Lebu y al este la bahía del Carnero, Punta Lavapié. En esta zona convergen los dos ríos que dan origen al río Quiapo.

## Historia
Durante la guerra de Arauco, en las colinas en la confluencia de los ríos, se ubicó una fortaleza construida por el toqui mapuche Caupolicán el joven para bloquear el avance desde el norte de García Hurtado de Mendoza en el área de Arauco. En este sitio se desarrolló en diciembre de 1558 la batalla de Quiapo. El primer intento de fortificación de este lugar fue en 1559 cuando el gobernador Hurtado de Mendoza trasladó aquí todas sus tropas para desalojarlo. En esta ocasión muere empalado Millalauco.
En 1566 el gobernador Rodrigo de Quiroga construyó una pequeña fortaleza en este sitio. Esta fortaleza fue destruida varias veces por los mapuches, siendo abandonada años más tarde. 
A fines de 1568 durante el traslado de los habitantes desde el Fuerte de Arauco a la ciudad de Cañete, el cacique Pillantaru tomó por las armas el puesto de Quipoe y se dirigió dos días después hacia la ciudad de Cañete con la intención de sitiarla.
El nombre, alterado a Quiapo y a Quipco por los españoles, era originalmente Cuyapu o Cuyamapu en mapudungun, significando cuya, comadreja y mapu [tierra].

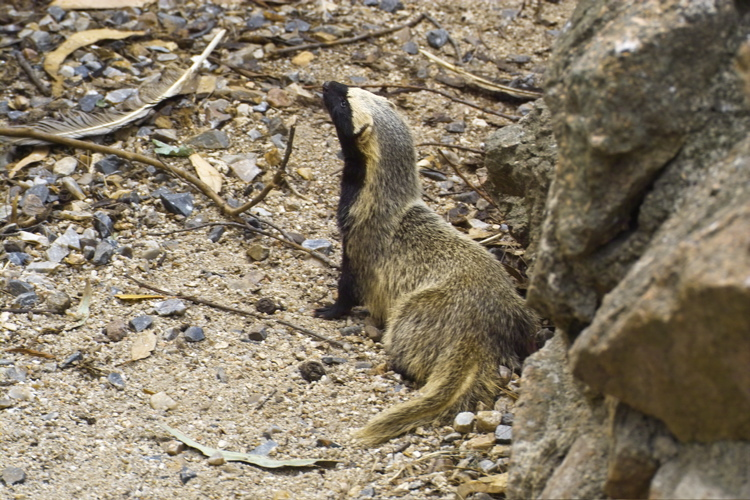
La Cuya, que da origen al nombre Quiapo.

## Diccionario Geográfico de Chile (1897)
Quiapo.-—Paraje del departamento de Arauco que se halla como á 25 kilómetros hacia el SO. de su capital y como otros tantos hacia el N. del puerto de Lebu; dista poco hacia el E. de la bahía del Carnero. Está entre una serranía baja y algo selvosa, la que contiene en sus contornos un fundo y terrazgos que toman la misma denominación, y en la que se encuentran las cabeceras del llamado igualmente río de Quiapo. En este paraje, orillado por un arroyo que cae á ese río y junto á un cerro de poca altura, se había atrincherado el caudillo araucano Caupolicán para impedir el paso al S. al Gobernador Don García Hurtado de Mendoza, y ocurrió el 13 de diciembre de 1558, como dice Ercilla,-—
« . . . el asalto y gran batalla
De la albarrada de Quipeo temida,
Donde fue destrozada tanta malla
Y tanta sangre bárbara vertida»
En 1566 Rodrigo de Quiroga hizo levantar en este sitio un pequeño fuerte, que fue varias veces destruido por los indios y se abandonó algunos años después. El nombre, alterado en Quiapo y Quipeo, era primitivamente Cuyapu ó Cuyamapu, tierra de cuyas, un pequeño cuadrúpedo como la comadreja.
Francisco Solano Asta-Buruaga y Cienfuegos, Diccionario Geográfico de la República de Chile (1897) 

### Citas
1. ↑  Molina, 2000, «VIII», pp. 192-200.
2. ↑  Molina, 2000, «III», pp. 216-227.
3. ↑  Astaburuaga Cienfuegos, 1899, pp. 613-614.